# Synthecium megathecum
Synthecium megathecum is een hydroïdpoliep uit de familie Syntheciidae. De poliep komt uit het geslacht Synthecium. Synthecium megathecum werd in 1924 voor het eerst wetenschappelijk beschreven door Billard. 